# Cratere Annona
Annona  è un cratere sulla superficie di Cerere.